# Kendell Williams
Kendell Williams (ur. 14 czerwca 1995) – amerykańska lekkoatletka.
Podczas mistrzostw świata juniorów młodszych w 2011 zajęła jedenaste miejsce w siedmioboju oraz zdobyła brązowy medal w biegu na 100 metrów przez płotki. W 2014 została mistrzynią świata juniorek w krótkim biegu płotkarskim. Szósta pięcioboistka halowych mistrzostw świata w Portland (2016). W tym samym roku zajęła 17. lokatę podczas igrzysk olimpijskich w Rio de Janeiro, natomiast w 2017 była dwunasta na światowym czempionacie w Londynie.
Złota medalistka mistrzostw NCAA.
Rekordy życiowe: bieg na 100 metrów przez płotki (seniorskie) – 12,58 (2019); skok w dal (stadion) – 7,00 (2021); skok w dal (hala) – 6,69 (2022); siedmiobój (seniorski) – 6683 pkt. (2021); pięciobój (hala) – 4703 pkt. (2016); w 2014 ustanowiła wynikiem 4635 pkt. halowy rekord świata juniorów w tej konkurencji.